# Christian Beverlin Studsgaard
Christian Beverlin Studsgaard (født 12. juni 1727 i København, død 15. november 1806 i Aalborg) var en dansk biskop.
Studsgaard blev student fra Aalborg 1745 og tog 3 år efter attestats.  I 1751 blev han dekan på Kommunitetet, og samme år kom han ind på Elers’ Kollegium, hvor han var alumn i henved 4 år. Derefter rejste han udenlands og studerede i Jena og Halle. På hjemrejsen blev han 1757 magister i Rostock og det følgende år biskop Harboes vikar til at holde forelæsninger ved universitetet; tillige var han medarbejder i Lorcks litterære tidsskrift Fortgesetzte Nachrichten von dem Zustande der Wissenschaften und Künste in den dänischen Reichen und Ländern. 
I 1759 kaldedes han til præst og lektor i teologi på Herlufsholm, hvormed han fra 1766 forenede embedet som herredsprovst. Ved grev Thotts protektion blev han 1769 udnævnt til teologisk professor i København, men viste snart, at han ikke var denne post voksen. Sygdom og nervesvækkelse, måske fremkaldt ved overanstrængelse i studering, trådte til, og han måtte søge forandret virksomhed. I 1773 blev han stiftsprovst i Aalborg og 1777 adjungeret den gamle biskop Brorson sammesteds. 
Da denne døde året efter, blev han hans efterfølger i bispeembedet. Ved universitetsjubilæet 1779 blev der tildelt ham den teologiske doktorgrad for en indsendt afhandling. Han entledigedes 1806 formedelst alder og svagelighed og døde fire måneder efter. I 1759 havde han ægtet Charlotte Hoe (død 1797), en lollandsk præstedatter. En søn, Frederik Carl Studsgaard (1765-1829), blev stiftsprovst i Aarhus; han var gift med K.L. Rahbeks søster og farfader til lægen Carl Ludvig Studsgaard.

### Fodnoter
1. ↑  Se promotion til magister fra Christian Beverlin Studsgaard i Matrikelportal (Webside ikke længere tilgængelig); Se også immatrikulation fra Christian Beverlin Studsgaard i Rostock Matrikelportal